# Satz von Haga
Der Satz von Haga stellt einen Zusammenhang zwischen mathematischen Papierfaltungen und Pythagoreischen Tripeln her. Benannt wurde der Satz nach dem Biologieprofessor Kazuo Haga von der Universität Tsukuba in Tokio. Seine innovativen Entdeckungen auf dem Gebiet des mathematischen Faltens veröffentlichte Haga erstmals im Januar 1979. Der japanische Physiker Koji Fushimi beschrieb sie in der japanischen Mathematikzeitschrift Sugaku.

## Mathematische Aussage

Satz von Haga (gefaltetes Quadrat)

Ein Quadrat werde so gefaltet, dass seine untere rechte Ecke auf den Mittelpunkt seiner oberen Seite trifft. Dann entstehen drei zueinander ähnliche Dreiecke, deren drei Seitenlängen sich jeweils wie 3 : 4 : 5 verhalten. Die Zahlen 3, 4 und 5 bilden das kleinste Pythagoreische Zwillingstripel.

Beweisfigur zum Satz von Haga

Beweis:
Damit die Zahlenwerte in den Lösungen ganzzahlig sind, habe das Quadrat o.B.d.A. die Seitenlänge 24. Gemäß der Beweisfigur gilt dann:
{\displaystyle 12^{2}+b^{2}=(24-b)^{2}\Leftrightarrow b=9}
Da die beiden Dreiecke innerhalb des Quadrats zueinander ähnlich sind, gilt
{\displaystyle {\frac {a}{12}}={\frac {12}{b}}\Leftrightarrow {\frac {a}{12}}={\frac {12}{9}}\Leftrightarrow a=16}.
Die Hypotenusenlängen der beiden Dreiecke ergeben sich wie folgt:
Linkes Dreieck:  {\displaystyle {\sqrt {a^{2}+12^{2}}}={\sqrt {16^{2}+12^{2}}}=20}
Rechtes Dreieck: {\displaystyle 24-b=24-9=15}
Somit gilt jeweils für das Verhältnis kleinere Kathetenlänge : größere Kathetenlänge : Hypotenusenlänge im linken Dreieck 12 : 16 : 20 und im rechten Dreieck 9 : 12 : 15.
Also betragen die Seitenlängenverhältnisse in beiden Dreiecken jeweils 3 : 4 : 5.
Dasselbe gilt auch für das das dritte – zu den beiden anderen Dreiecken ähnliche – Dreieck außerhalb des Quadrates.

## Verallgemeinerung

Beweisfigur zum verallgemeinerten Satz von Haga

Der Satz von Haga lässt sich folgendermaßen verallgemeinern:
Ein Quadrat werde so gefaltet, dass seine untere rechte Ecke auf einen Punkt seiner oberen Seite trifft, der nicht notwendig der Mittelpunkt der Seite ist, jedoch die Bedingung m > n mit natürlichen Zahlen m und n erfüllen muss (siehe Beweisfigur). Dann entstehen drei zueinander ähnliche Dreiecke, deren Seitenlängenverhältnisse jeweils ein Pythagoreisches Tripel erzeugen.
Beweis:
Gemäß der Beweisfigur gilt mit natürlichen Zahlen m und n (m > n):
{\displaystyle x^{2}+y^{2}=z^{2}}
{\displaystyle y=n}
{\displaystyle x+z=m}
Dieses nichtlineare Gleichungssystem hat die Lösung
{\displaystyle x={\frac {m^{2}-n^{2}}{2m}}}
{\displaystyle y={\frac {2mn}{2m}}}
{\displaystyle z={\frac {m^{2}+n^{2}}{2m}}}
Somit gilt für die Seitenlängenverhältnisse
{\displaystyle x:y:z=(m^{2}-n^{2}):2mn:(m^{2}+n^{2})}.
Demnach bilden {\displaystyle (m^{2}-n^{2},2mn,m^{2}+n^{2})} ein Pythagoreisches Tripel.
Da die drei Dreiecke analog zu dem speziellen Beweis zueinander ähnlich sind, gilt das Verhältnis für jedes der Dreiecke.